# صادق‌خان شقاقی
صادق‌خان شقاقی از سال ۱۷۸۶ تا ۱۸۰۰ رئیس ایل شقاقی و خان خانات سرآب بود. او پسر ارشد و جانشین علی خان شقاقی بود. شقاقی‌ها کردهایی بودند که تُرک شده و به اسلام شیعه گرویده بودند. آن‌ها در اصل در منطقهٔ اردبیل سکنی گزیده و از مشگین‌شهر به‌عنوان مقر خود استفاده می‌کردند. پس از ورود نادر قلی‌بیگ به آذربایجان در سال ۱۷۳۰، آن‌ها را به خراسان تبعید کردند. آن‌ها سرانجام به آذربایجان بازگشتند و این بار در سرآب و میانه مستقر شدند.

## سرگذشت
صادق‌خان در سال ۱۲۰۵ هـ. ق در ناحیهٔ سرآب با آقامحمدخان قاجار به نبردی سهمگین پرداخت و از وی شکست سختی خورد اما به شفاعت ابراهیم خلیل‌خان جوانشیر مورد عفو شاه قرار گرفت. وی سپس در دستگاه شاه وارد شده، به تدریج ترقی کرد تا این‌که به مقام سرداری که مورد اعتماد شاه بود رسید تا آن‌جا که شاه قاجار، هنگامی‌که با سپاهیانش عازم قفقاز گردید تا به سرکوب و تصرف آن‌جا بپردازد، صادق‌خان شقاقی را نیز همراه خود نمود. آقامحمدخان در این جنگ ابتدا از قره‌باغ شروع کرد و در نهایت خود را به شوشا رسانید و با فتح آن‌جا خزائن و اموال بسیاری به‌دست‌آورد اما در همان شهر، احتمالاً توسط سه تن از غلامانش به قتل رسید.
صادق‌خان پس از قتل شاه، ضمن تصاحب خیمهٔ سلطنتی و جواهرات شاه از جمله تاج کیانی با سپاه انبوهی شامل ۱۵۰۰۰ نفر از عشایر، برای اشغال پایتخت، راهی قزوین شد، ولی فتحعلی‌شاه به موقع خبردار گردیده، با او به مقابله برخاست و در جنگ سختی که در ماه ربیع‌الاول ۱۲۱۲ در روستای خاکعلی در نزدیکی آبیک بین دو طرف روی داد صادق‌خان شکست سختی خورد.
وی پس از این شکست نیز مانند زمان آقامحمدخان نسبت به فتحعلی‌شاه اظهار اطاعت کرد و به حکومت سرآب و گرمرود منصوب شد ولی دوباره بنای خودسری و سرکشی گذاشت و این‌بار نیز شکست خورد اما باز هم مورد عفو قرار گرفت.
فرمان فتحعلی‌شاه قاجار در مورد مجازات صادق‌خان شقاقی
فرمانی از فتحعلیشاه قاجار به تاریخ ذی‌الحجه ۱۲۱۲ قمری مبنی بر آزار زنان خانواده صادق‌خان شقاقی، شامل همسر و همسر پسر او موجود است. اما صادق‌خان مجددا عذر خواسته، مورد عفو قرار گرفته و در ماه‌های بعد نیز همراه با فتحعلی‌شاه به خراسان عزیمت کرده‌است. بنابراین به نظر می‌رسد این حکم اجرا نشده‌است.
نویسنده‌ی ناسخ التواریخ می‌گوید همسر و فرزند صادق‌خان پیش‌تر به فرمان آقامحمدخان قاجار در قزوین اسکان داده شده بودند و یکی از اهداف اصلی او از تلاش برای فتح قزوین، رهایی خانواده‌اش بود.

### مرگ
در اواخر سال ۱۲۱۳ که فتحعلی‌شاه برای سرکوب نادر میرزا پسر شاهرخ‌شاه افشار عازم خراسان شد، صادق‌خان شقاقی را نیز به همراه خود برد. صادق‌خان این بار هم به فتحعلی‌شاه خیانت کرد؛ بنابراین در سال ۱۲۱۴ فتحعلی‌شاه او را در اتاقی که تمام روزنه‌های آن به‌کلی مسدود شده بود زندانی و هلاک نمود و محمدعلی‌خان، برادر او را به سرکردگی طایفهٔ شقاقی گماشته و برادر دیگرش ساروخان به ریش‌سفیدی همان طایفه منصوب و پسرش نیز به منصبی دست یافت.

## کتابشناسی
- Tapper, Richard (1997). Frontier Nomads of Iran: A Political and Social History of the Shahsevan. Cambridge University Press. ISBN 978-0-52158-336-7.

| پیشین: علی خان شقاقی | خان سرآب ۱۷۸۶ – ۱۷۹۷ | پسین: |